# Messemotorvejen
Autostrada Messemotorvejen - autostrada przebiega ze wschodu na zachód stanowiąc południową obwodnicę Herning od skrzyżowania z drogą krajową nr 12 w okolicach centrum wystawienniczego do skrzyżowania z Midtjyske Motorvej.